# Іванов Володимир Тимофійович
Володи́мир Тимофі́йович Івано́в (нар. 10 вересня 1940, Гомель, Білорусь) — український радянський волейболіст, нападник, гравець збірної СРСР (1966—1970). Олімпійський чемпіон 1968 (Мехіко), чемпіон Європи 1967, чемпіон СРСР 1967. Заслужений майстер спорту СРСР (1968). Почесний громадянин Коростеня (1996).

## Життєпис
Виступав за команду «Локомотив» (Київ). Бронзовий призер чемпіонату СРСР 1966. У складі збірної Української РСР 1967 року став чемпіоном СРСР і переможцем Спартакіади народів СРСР.
У збірній СРСР в офіційних змаганнях виступав у 1966—1970 роках. В її складі став олімпійським чемпіоном 1968, бронзовим призером чемпіонату світу 1966, бронзовим призером Кубка світу 1969, чемпіоном Європи 1967. Учасник чемпіонату світу 1970.
По закінченні спортивної кар'єри працював тренером. 1981 року під його орудою жіноча волейбольна команда «Сокіл» (Київ) здобула бронзові нагороди чемпіонату СРСР.